# (16214) Venkatachalam
(16214) Venkatachalam (2000 CM87) – planetoida z pasa głównego asteroid okrążająca Słońce w ciągu 3,57 lat w średniej odległości 2,33 j.a. Odkryta 4 lutego 2000 roku.